# مقاطعة ألامانس (كارولاينا الشمالية)
مقاطعة ألامانس (بالإنجليزية: Alamance County)‏ هي إحدى مقاطعات ولاية كارولاينا الشمالية في الولايات المتحدة الأمريكية. مركز المقاطعة أو مقعدها هي مدينة غراهام. تأسست هذه المقاطعة سنة 1849.أصل هذه المقاطعة يأتي من: مقاطعة أورانج.

## أعلام
- لوك ستيوارت
- جوليا بيرل هيوز
- تشارلي جونز
- توماس مايكل هولت
- جيمس إدموند بويد